# Odontotrichum sinuatum
Odontotrichum sinuatum là một loài thực vật có hoa trong họ Cúc. Loài này được (Cerv.) Rydb. mô tả khoa học đầu tiên năm 1924.